# RGS18
RGS18‏ (Regulator of G protein signaling 18) هوَ بروتين يُشَفر بواسطة جين RGS18 في الإنسان.